# Milk run
Le concept de Milk Run (en français : le concept de la course du lait ou de bouteille de lait) est un concept de logistique d'approvisionnement, de production logistique et de la logistique de distribution, utilisé afin de fournir du matériel uniquement selon les besoins, tant à l'intérieur qu'à l'extérieur d'une l'entreprise.
L'idée est que seul le matériau nécessaire est réapprovisionné, c'est-à-dire dans la quantité qui a été utilisée. La taille du lot est déterminée une fois (par exemple : une bouteille de lait) et contrôlée par des cartes de signalisation si nécessaire. Le cycle de remplacement et l'itinéraire sont également déterminés à l'avance (de manière similaire à un horaire de bus).

## Origine
L'expression « milk run » est née pendant la Seconde Guerre mondiale, lorsque les équipages de l'US Army Air Corps et de la RAF l'utilisaient pour décrire toute mission où une résistance minimale de l'ennemi était attendue.
D'autres sources montrent que le terme «milk run» était utilisé dans les zones rurales du Midwest (États-Unis) dès 1917 pour décrire un train qui faisait de fréquents arrêts pour ramasser les bidons de lait des agriculteurs et les expédier aux laiteries locales pour la transformation et la mise en bouteille. Dans ce contexte, le terme était couramment utilisé pour décrire un voyage lent et fastidieux.

## Histoire
Dans la culture urbaine américaine, un milk run décrivait la distribution de bouteilles de lait par le crémier. Sur son trajet quotidien, le laitier distribuait simultanément les bouteilles pleines et récupérait les bouteilles vides d'une précédente livraison et revenait ensuite avec les bouteilles vides au point de départ.
Dans le contexte de la logistique, selon Winfrid Meusel, les milk run étaient tous les itinéraires qui provenaient de l'identification de potentiels circuits circulaires, permettant d'augmenter l'utilisation des camions et de réduire les coûts logistiques.

## Routes aériennes
Dans le secteur du transport aérien commercial, le terme «milk run» a été utilisé pour décrire des vols à escales multiples et réguliers effectués par un seul avion.